# Плотина Раппбоде
Плотина Раппбоде — самая высокая плотина в Германии, прекрывающая реку Раппбоде при её впадении в Боде (бассейн Эльбы). Расположена в горах Гарца в земле Саксония-Анхальт. Плотина Раппбоде с создаваемым ей водохранилищем, гидроэлектростанцией, а также с плотинами меньшего размера на реках Боде, Кальтебоде, Раппбоде и притоке последней Хасселе создают гидротехническую систему, задачами которой является защита от наводнений, а также снабжение близлежащих населённых пунктов электроэнергией и питьевой водой.
Плотина Раппбоде является по своей конструкции гравитационной плотиной из бетона, удерживающей воду за счёт собственного веса (более 2 миллионов тонн). Для защиты колоссального сооружения от растрескивания монолитная стена разделена на пролёты, между которыми устроены деформационные швы. Основание плотины находится на высоте 427 метров над уровнем моря. Она практически прямая, имеет длину 416 метров, максимальную высоту 106 метров, толщину у основания 78 метров, а на гребне — 12,5 метров. Водослив плотины состоит из девяти вырезов общей шириной 64 метра, способных пропускать 120 кубометров воды в минуту. Через плотину проходит автомобильная дорога L-96, уходящая в туннель сразу же за восточным съездом с плотины.
Плотина образует водохранилище Раппбоде площадью зеркала 4 квадратных километра и объёмом 110 миллионов кубометров. Это крупнейшее водохранилище на реках Гарца. Питьевая вода из него уходит по трёхкилометровому туннелю в Винроде, где проходит очистку, и дальше снабжает Хальберштадт, Бернбург и Галле.
Мощность водяной турбины гидроэлектростанции — 5,4 мегаватт.
О постройке защитных сооружений на реках Гарца начали говорить ещё в XIX веке. Первый проект плотины на реке Боде подразумевал переселение нескольких деревень, которые бы оказались под водой. В проекте 1938 года, где было запланировано уже несколько плотин и водохранилищ, удалось избежать затопления населённых пунктов. Строительные работы начались в 1940 году. Был сооружён временный туннель для отвода реки Раппбоде на время строительства, заложен фундамент плотины, построена канатная дорога для доставки цемента из Хюттенроде. Однако в мае 1942 года работы были остановлены в связи с событиями второй мировой войны.
Правительство Германской демократической республики вновь запустило проект с рядом изменений, продиктованных развитием строительных технологий. Первый камень в основание плотины был заложен 1 сентября 1952 года. 3 октября 1959 года, в день 10-летия ГДР, сооружение ввели в эксплуатацию.
В настоящее время плотина Раппбоде, эффектно вписанная в живописный горный пейзаж, — не только выдающееся инженерное сооружение, но и яркая туристическая достопримечательность. В 2012 году над местом впадения Раппбоде в Боде подвешена канатно-кресельная дорога, открывающая вид на плотину, электростанцию и водохранилище. В 2017 году параллельно плотине протянут пешеходный подвесной мост Titan RT длиной 483 метра. В июне 2022 года плотина Раппбоде была признана историческим памятником инженерно-архитектурного искусства Германии.